# Гардероб
Гардеробът е закрита мебел за съхранение на дрехи.

## Устройство
Обикновено той е самостоятелен предмет с форма на правоъгълен паралелепипед, но често бива и вграден в стените на помещенията. В този случай се нарича вграден гардероб. Най-често се изработва от дърво, или негови производни, но нерядко съвременните гардероби или много от техните части се изработват от синтетични материали. На предната стена на гардероба се разполагат една или повече врати, които се различават по принципа си на отваряне и устройството си. Във вратите на гардероба се вграждат най-различни приспособления - ключалки, механизми за по-леко затваряне, огледала и други. Вътрешността на гардероба в общия случай се състои от голям отдел пригоден за подреждане на закачени на закачалки дрехи, а също и полици или чекмеджета за подреждане на дрехи в сгънато състояние.

## Произход
Думата идва от стар френски garder – пазя, съхранявам, и robe – рокля, дреха.